# 교황 레오 11세
교황 레오 11세(라틴어: Leo PP. XI, 이탈리아어: Papa Leone XI)는 제232대 교황(재위: 1605년 4월 1일 ~ 1605년 4월 27일)이다. 본명은 알레산드로 오타비아노 데 메디치(이탈리아어: Alessandro Ottaviano de' Medici)이다. 그는 피렌체의 유력 가문인 메디치 가문의 사람이었다. 재위기간이 27일밖에 안되었기 때문에 ‘번갯불 교황'이라고 불린다.

## 생애

### 생애 초기
알레산드로는 피렌체 태생으로 아버지는 오타비아노 데 메디치이고 어머니는 프란체스카 살비아티이다. 어머니가 교황 레오 10세의 조카로 알레산드로는 교황 레오 10세의 증손(從孫)에 해당한다. 어린 나이에 아버지를 여읜 알레산드로는 도미니코회 사제 빈첸초 에르콜라노에게서 가정 교육을 받았다.
알레산드로는 사제 성소를 발견했지만 그의 어머니는 외아들인 그가 성직자가 되는 것에 반대했다. 그의 어머니는 아들의 뜻을 꺾기 위해 토스카나 대공에게 보내 성 스테파노 기사단의 기사 작위를 받도록 했다. 나중에 1560년 로마로 간 그는 훗날 시성되는 필립보 네리와 만나 일생 동안 이어지는 우정과 협력 관계를 시작했다. 필립보 네리는 그가 장차 교황이 될 것으로 예견했다고 한다. 1566년 어머니가 사망하자 알레산드로는 사제가 되기 위한 공부를 시작했다.

### 사제와 주교
알레산드로는 1569년부터 1584년까지 교황 비오 5세에 의해 피렌체에 외교관으로 파견됐으며 1573년에는 교황 그레고리오 13세에 의해 피스토이아의 주교에 임명됐다. 1573년 3월 그는 로마에서 주교 서품을 받았다. 나중에 그는 1574년에 피렌체 대교구장이 되었다.
메디치는 1583년 추기경으로 서임이 결정됐으며, 1584년 1월 9일 교황 식스토 5세에 의해 산티 퀴리코 에 지우리타 성당의 사제급 추기경에 서임됐다.
1596년 교황 클레멘스 8세는 그를 마리 드 메디시스가 왕비로 있는 프랑스 주재 교황 특사로 보냈다. 그는 1598년까지 프랑스에서 대사 업무를 보다가 자신이 교황청 주교성 장관에 임명됐다는 소식을 들었다.

## 재위기간

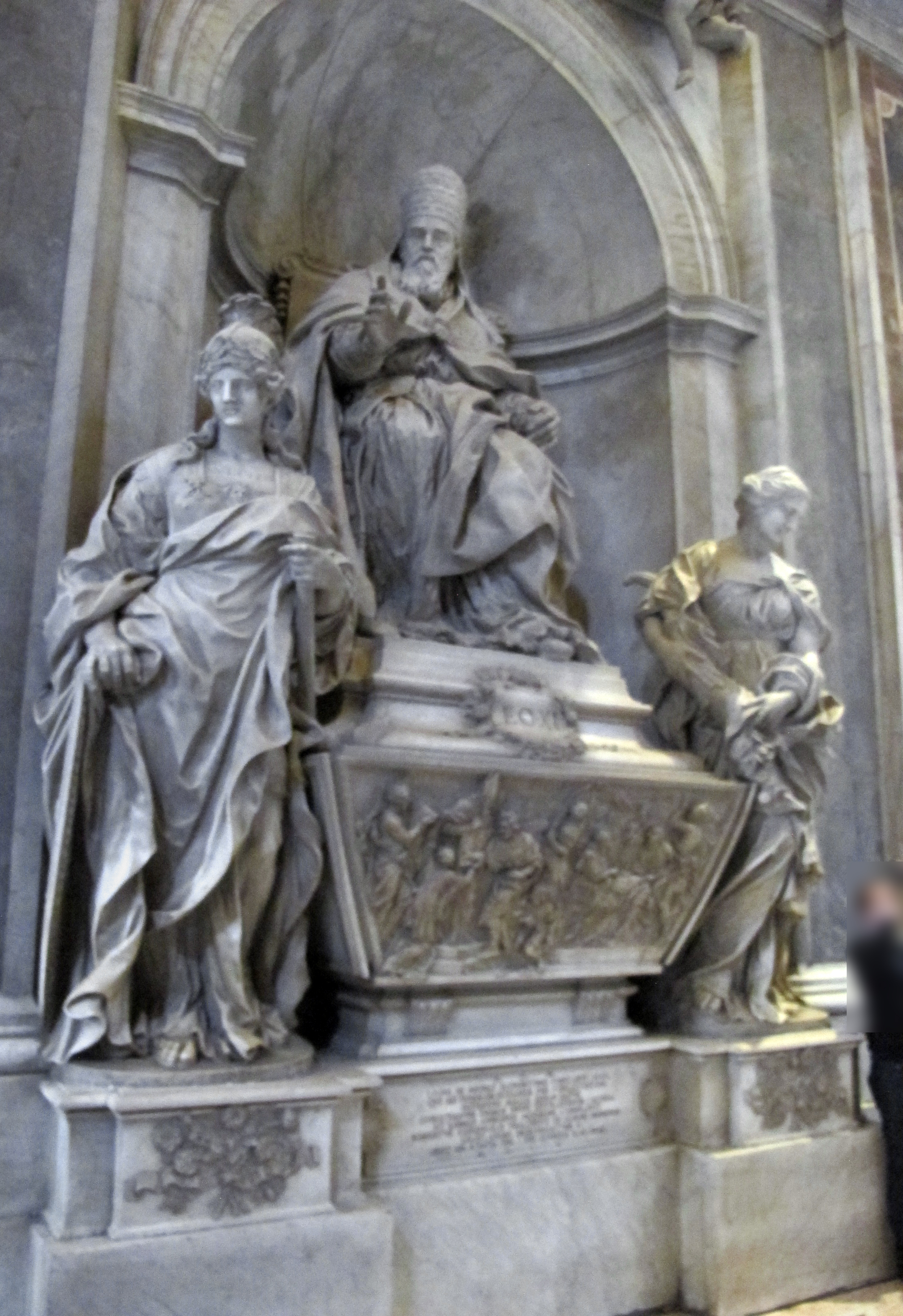
성 베드로 대성전에 있는 교황 레오 11세의 무덤

### 교황 선출
1605년 3월 14일 교황 클레멘스 8세가 선종한지 11일째 되는 날, 62명의 추기경들이 콘클라베에 참석했다. 당시 추기경들 사이에서 차기 교황으로 유력한 후보로는 훌륭한 역사학자이기도 했던 체사레 바로니오와 유명한 예수회 출신의 호교론자로 훗날 성인이 되는 로베르토 벨라르미노 등이 있었다.
하지만 추기경들 중 이탈리아파의 지도자였던 피에트로 알도브란디니는 프랑스파 추기경들과 손잡고 스페인 국왕 펠리페 2세의 뜻을 거스르고 알레산드로 메디치를 교황으로 선출했다. 프랑스 국왕 앙리 4세는 알레산드로의 입후보를 홍보하는데 30만 에큐를 썼다고 전해진다.
1605년 4월 1일 알레산드로 데 메디치 추기경이 교황으로 선출됐다. 그는 자신의 외삼촌 교황 레오 10세를 기리기 위해 레오 11세라는 이름을 선택했다. 그의 즉위식은 1605년 4월 10일 부제급 추기경단 단장 프란체스코 스포르차가 집전했으며, 1605년 4월 17일에 그는 장엄한 행렬을 통해 산 조반니 인 라테라노 대성전에 입당해서 로마 주교좌에 착좌했다.

## 죽음
교황으로 선출되었을 때 거의 70세에 가까웠던 레오 11세는 그로부터 27일이 지나서 선종했다. 그의 사망 원인은 산 조반니 인 라테라노 대성전에 장엄한 입당 행렬 중에 겪은 피곤과 추위 때문이었다. 그의 재위기간이 짧았기 때문에 ‘번갯불 교황’(Papa Lampo)이라고 불렸다.

## 같이 보기
- 교황 목록